# Suphisellus simoni
Suphisellus simoni är en skalbaggsart som först beskrevs av Régimbart 1889.  Suphisellus simoni ingår i släktet Suphisellus och familjen grävdykare. Inga underarter finns listade i Catalogue of Life.